# 三井ガーデンホテル千葉
三井ガーデンホテル千葉（みついガーデンホテルちば）は、千葉県千葉市中央区にある千葉中央ツインビル1号館の上層階部に所在するホテル。政府登録国際観光旅館に登録されている。

## 概要
1989年竣工の千葉中央ツインビル1号館は地上17階、高さ73メートルの超高層建築物となっており、ホテルは上層階部に所在する。
千葉市の中心部、千葉都市モノレール1号線の葭川公園駅からすぐの場所に立地しており、JR東日本・千葉都市モノレールの千葉駅からは成田国際空港方面（成田空港駅・空港第2ビル駅）や東京都の都心方面（東京駅など）に直接アクセスできるため、ビジネス、レジャーなど交通至便な場所に位置している。2012年度の平均客室稼働率は80％弱であり、宿泊旅行統計調査によるホテルの平均客室稼働率54.8％（シティホテルでは72.5％）を越えている。
2014年1月よりホテルが25周年を迎え、老朽化が進んでいたことから、全客室の208室のリニューアルを行った。空間デザインの一新、鍵は従来のシリンダー式からカード式に変更、照明なども更新し機能性を高めている。

## 歴史
- 1925年（大正14年）竣工の旧第九十八銀行本店（現在の千葉銀行）を1968年（昭和43年）に千葉市中央区千葉港へ新築移転を決定[6]。跡地には千葉中央ツインビル1号館が計画される[7]。
- 1989年（平成元年）
  - 7月 - 千葉中央ツインビル1号館が竣工。
  - 8月 - 三井ガーデンホテル千葉開業。
- 2014年（平成26年）
  - 1月 - 全客室の208室のリニューアルを行う。
  - 2月15日 - リニューアルオープン。

## 客室
- チェックイン：15:00 / チェックアウト：11:00（通常）[8]
- 客室数：208室
- 客室フロア： 12 - 17階
- 客室タイプ[8]：
  - ツインルーム（広さ：18 - 23平方メートル、定員：1 - 3名、ベッド：幅1020・長さ1960ミリメートル）
  - ダブルルーム（広さ：18平方メートル、定員：1 - 2名、ベッド：幅1600・長さ1960ミリメートル）
  - シングルルーム（広さ：16平方メートル、定員：1 - 2名、ベッド：幅1400・長さ1960ミリメートル）
  - ファミリールーム（広さ：49平方メートル、定員：2 - 4名、ベッド：幅1200・長さ1960ミリメートルが2台と幅1020・長さ1960ミリメートルが2台）
  - 和室（広さ：79平方メートル、定員：2 - 4名）
  - スイートルーム（広さ：105平方メートル、定員：2名、ベッド：幅1400・長さ1960ミリメートル、ミーティングルーム有）
- 客室内のWi-Fiは無料で利用可能

## 設備

### レストラン
「レストラン&バー（公式ホームページ）」も参照。
- レストラン（2階）
  - パスチオーナ
  - 日本料理 汐菜
- バー（2階）
  - バイロン

### 館内施設
「館内施設（公式ホームページ）」も参照
- ラウンジ
- ウェディングサロン
- 駐車場
- ブティック
- コインランドリー

## アクセス
- 鉄道
  - 千葉都市モノレール 葭川公園駅 徒歩約2分
  - 京成電鉄 千葉中央駅 徒歩約7分
  - JR東日本・千葉都市モノレール・京成電鉄 千葉駅・京成千葉駅 徒歩約7分
- 自動車
  - 高速道路
    - E51 東関東道 湾岸千葉IC

  - 駐車場
    - 千葉中央ツインビル1号館駐車場（一般駐車場）あり（146台）